# Docosia pseudogilvipes
Docosia pseudogilvipes (лат.) — вид грибных комаров рода Docosia из подсемейства Leiinae. Европа (Италия).

## Описание
Мелкие грибные комары (длина крыла 2,53—3,67 мм). Отличается от близких видов следующими признаками: тергит 9 отчётливо расширен кзади, гоностиль без пучка тонких субапикальных волосков; жилка Sc покрыта волосками и заканчивается свободно; латеротергит опушенный. У сходного вида Docosia gilvipes тергит 9 субпрямоугольный, а гоностиль с пучком тонких субапикальных волосков.
Боковые оцеллии касаются фасеточных глаз. Жилка крыла R1 длиннее поперечной r-m.